# Dům Günthera Domeniga
Dům Günthera Domeniga (německy Domenig Steinhaus) je vlastní obytný dům architekta Günthera Domeniga postavený v rakouském městě Steindorf am Ossiacher See ve spolkové zemi Korutany v okrese Feldkirchen, který leží u severního břehu Ossiašského jezera. Je zapsán v katalogu moderní architektury mezinárodní organizace Iconic Houses, která sdružuje mimořádná díla světových architektů, architektonicky významné domy, domy umělců a ateliéry z 20. století přístupné veřejnosti jako domovní muzea.

## Historie
Günther Domenig (1934 – 2012) postavil dům v dekonstruktivistickém stylu podle vlastního projektu z roku 1986; dokončil jej v roce 2008.
K jezeru Ossiach původně jezdil za svými prarodiči. V 70. letech 20. století zdědil pozemek a začal na něm projektovat svůj dům. Pro konstrukční náročnost se stavba prodražovala a termín dokončení oddaloval. Po dokončení získal objekt řadu státních i zemských ocenění.
Domenig odkázal dům nadaci Architektonický dům Korutany (Architekturhaus Kärnten). Stavba byla prohlášena chráněnou památkou a kromě pravidelných architektonických prohlídek slouží k pořádání hudebních koncertů, společenských festivalů a odborných sympozií.
Roku 1996 byl na pozemku vysypán umělý kopec z černého kamene a v okolí domu přibyly umělecké instalace převážně z oceli. Směrem do zahrady byla postavena šikmá prosklená kostka z černé ocelové konstrukce.

## Popis
Dům je postaven z pohledového betonu a ocelového skeletu. Stojí na pozemku o rozloze 4000 m², jeho užitná plocha je 850 m² a obestavěný prostor je 3500 m³.
Propojení architektury stavby s krajinou je neharmonické, všechny prvky se o sebe tříští a násilně pronikají. Nelze snadno rozpoznat jednotlivé funkce místností. V suterénní části kolem prosklené kruhové studny je chlad i v letních měsících, horní patra postavená z lesklého plechu se v létě rozpalují.

## Galerie

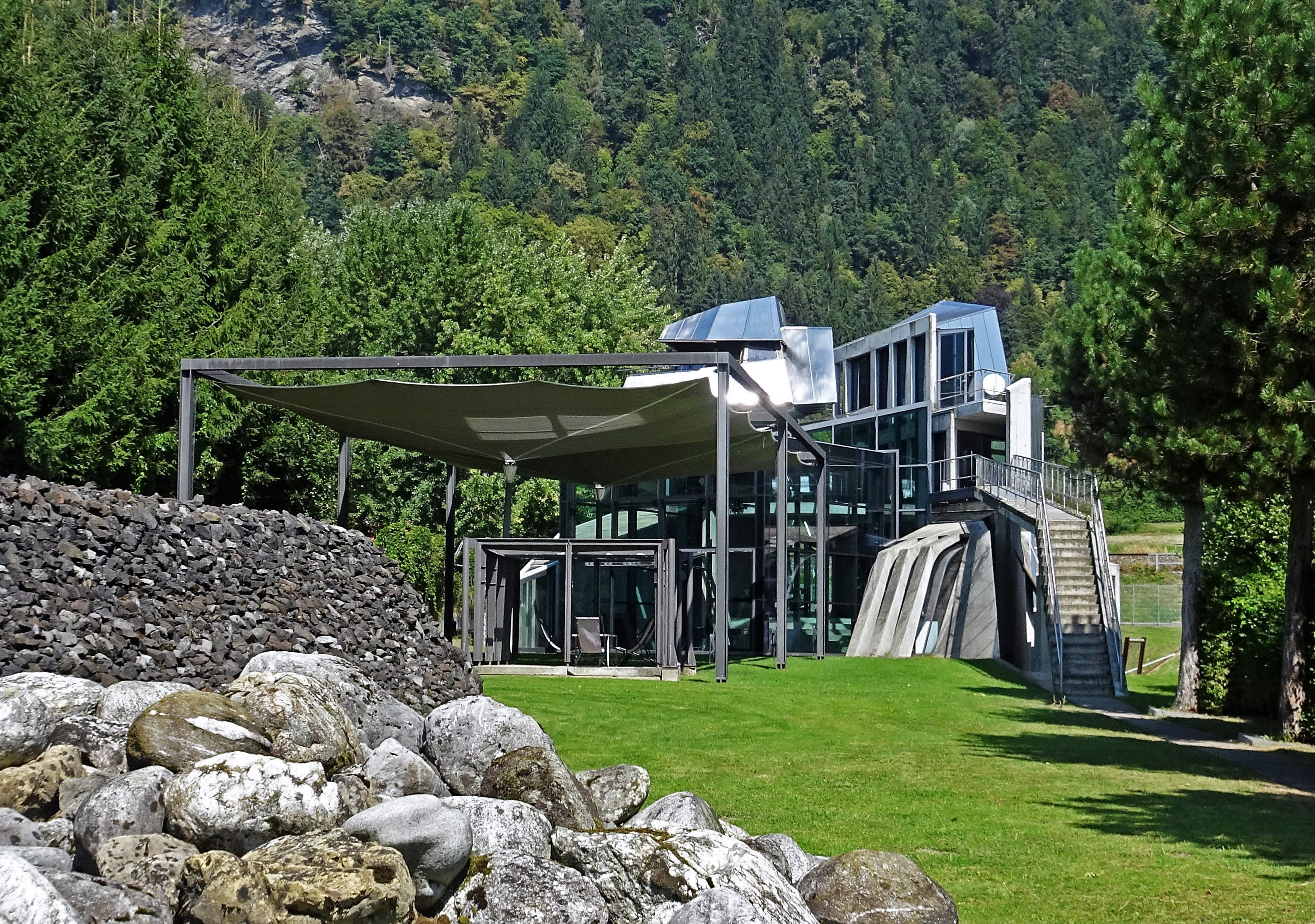
pohled od jezera
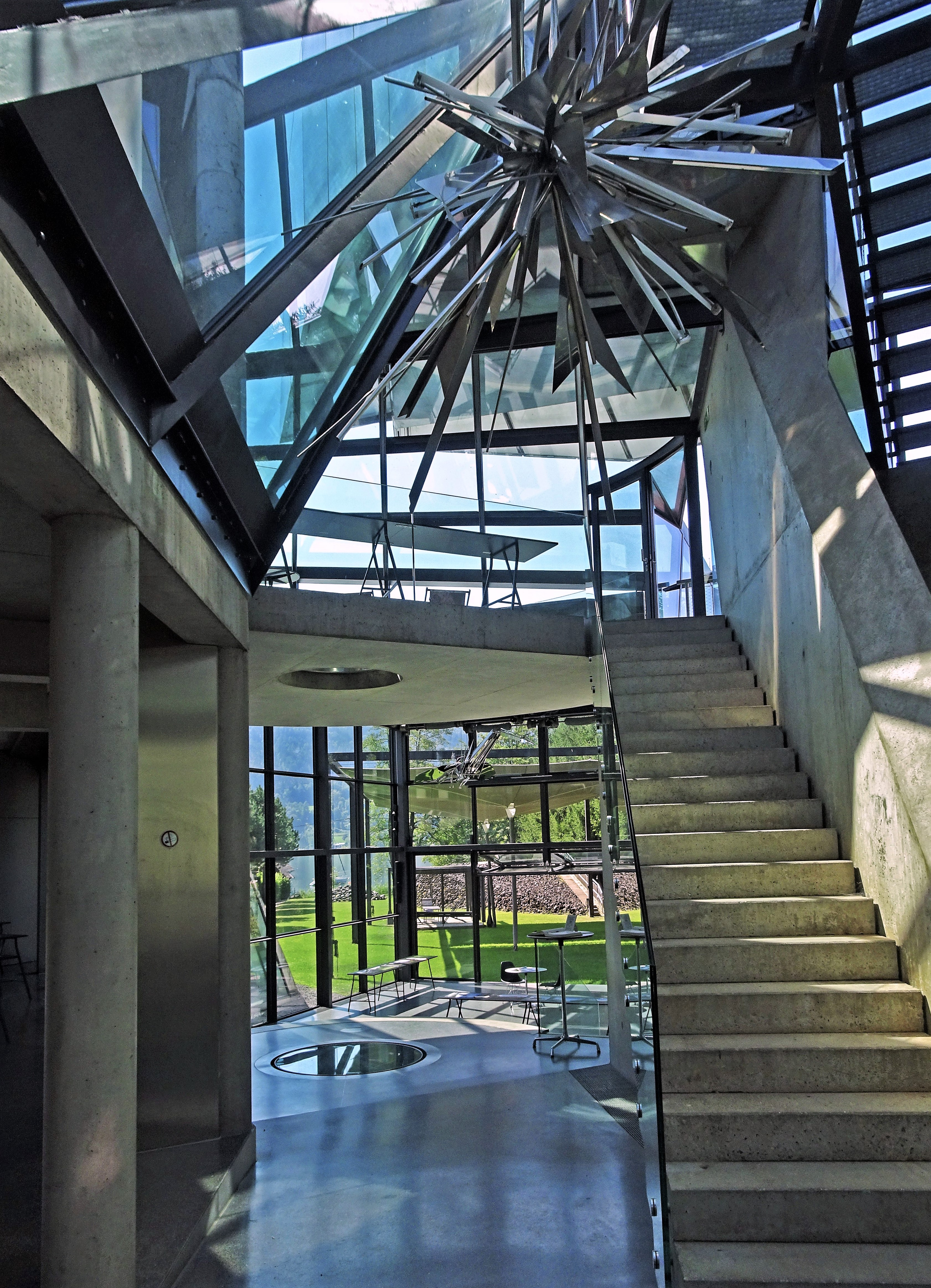
hala
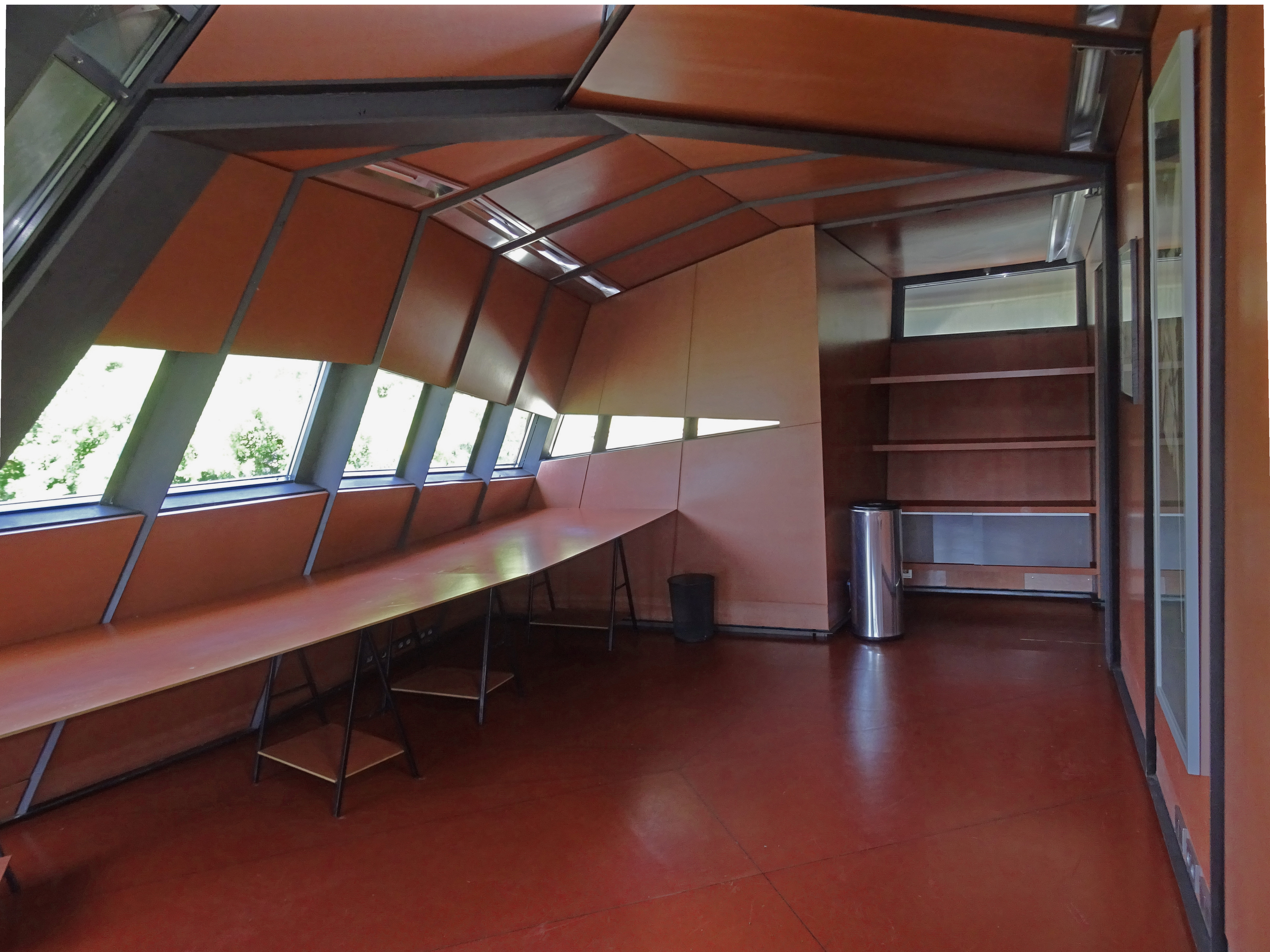
interiér